# БГ радио
БГ радио е първата радиостанция в  България, която излъчва изцяло българска музика. Медията стартира излъчване на 3 март 2001 г. с грандиозен концерт на пл. Александър Батенберг в София. БГ Радио дава на слушателите си най-доброто от българската поп, рок и естрадна музика, основата на музикалния подбор са златните български песни и най-новите и актуални хитове. Целевата аудитория е 18 – 45 години. Програмата включва и новини, спорт, прогноза за времето, информация за пътната обстановка, музикални класация, тематични предавания и поздравителен концерт всяка вечер от понеделник до петък, както и игри. Водещите в БГ Радио са добре познати на аудиторията медийни лица и гласове, с изградени и обичани образи. Основната цел на БГ Радио е да подпомага развитието на съвременната българска култура и музика, като това намира изражение във всички предавания и теми в тях. БГ радио често провежда и излъчва тематични музикални класации, те съставят изцяло от слушателите, като например: „Топ 100 песни за танцуване“, „Топ 100 песни за пътуване“, „Топ 100 песни за празнуване“, „Топ 100 български текста“, „Топ 300 любими песни за любими хора“ и най-голямата класация за българска музика – „Петстотинте най-велики български песни на всички времена“.
Всяка година БГ радио връчва своите Годишни музикални награди, които са най-голямото и престижно музикално събитие на българската музикална сцена. Наградите се определят изцяло от слушателски вот. Слоганът на БГ Радио е „Само българска музика“
Програмата на радиостанцията може да се слуша и онлайн на уебсайта на радиото www.bgradio.bg или чрез мобилните приложения на БГ Радио за Android и iOS.

## История
Първоначално станцията е собственост на американската компания MetroMedia International, през 2007 г. е купена от международната компания Communicorp Grup Ltd., а от 2018 г. е част от най-голямата радиогрупа в България – „Фреш Медиа България“ АД.

## Предавания
- „Стартер – Сутрешен блок с Богдана и Симеон“ – всеки делничен ден от 07:00ч до 10:00ч, водещи Богдана Трифонова и Симеон Колев
- „По обед с Деси“ – водещ Десислава Петкова
- „С Лора без калории“ – всеки делничен ден от 15:00ч до 17:00 ч. водещ Лора Коцева
- „Любими песни за любими хора“ – всеки делничен ден от 17:00 ч. до 20:00 ч., водещ Атанас Стоянов
- „От понеделник с Ипократис“ – всеки понеделник от 10:00 ч. до 11:00 ч., водещ Ипократис Пападимитракос
- „На линия“ с Георги Коритаров – всяка събота от 08:00 ч. до 09:00 ч.
- „Данчо Стълбицата по БГ Радио“ – всяка сряда от 21:00 ч. и повторение в неделя от 20:00 ч., водещ Йордан Георгиев или по-познат като Данчо Стълбицата
- „Нашите 10“ – седмичната класация на БГ Радио за 10-те най-излъчвани песни в ефира на радиостанцията. Излъчва се всяка събота от 18:00 ч. с повторение в неделя от 11:00 ч.
- „Любимите 10“ – Уникално предаване, в което звездите представят своите любими български песни и ги подреждат в класация от 10 до 1. Във всеки брой на класацията „Любимите 10“ най-големите и обичани български изпълнители, актьори и популярни медийни лица класират и лично представят своите любими български песни от 10-о до 1-во място. Всяка събота от 11:00ч. с повторение в неделя от 17:00 ч